# Алія (Італія)
Алія (італ. Alia, сиц. Alia) — муніципалітет в Італії, у регіоні Сицилія,  метрополійне місто Палермо.
Алія розташована на відстані близько 470 км на південь від Рима, 50 км на південний схід від Палермо.
Населення — 3663 особи (2014).

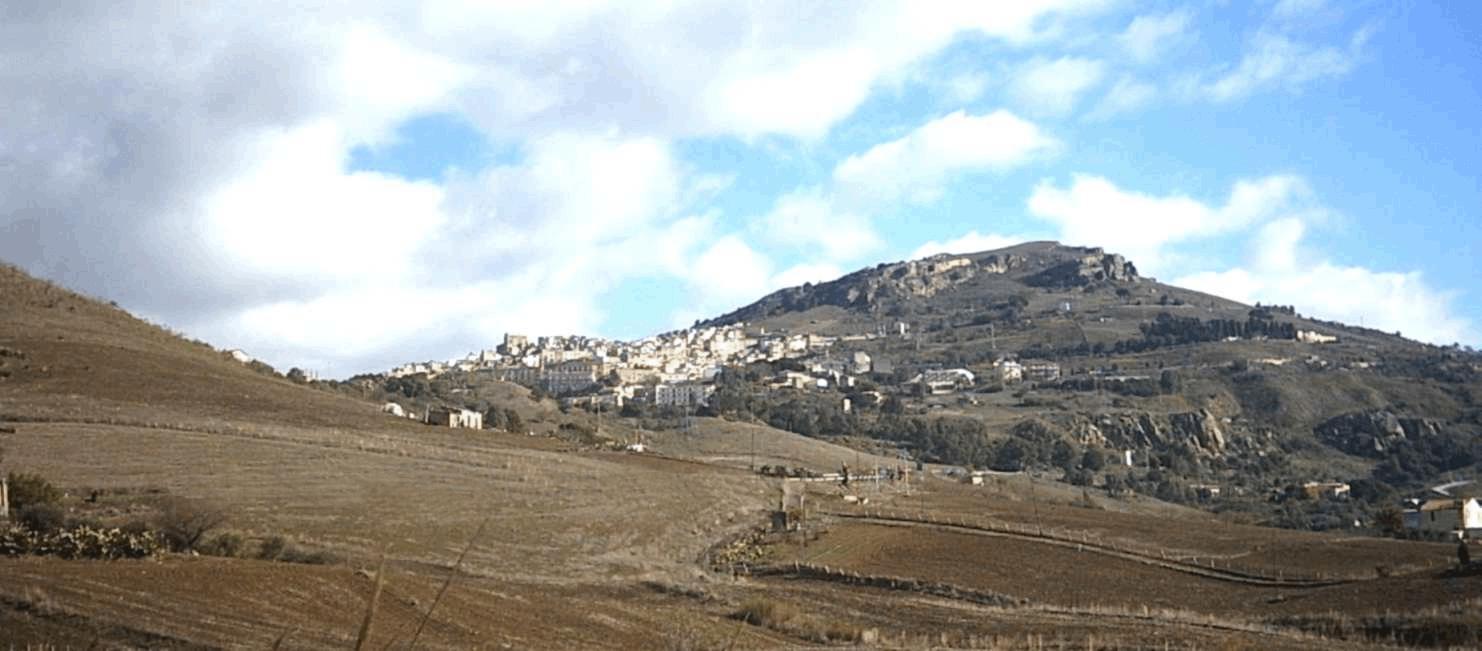

Щорічний фестиваль відбувається 2 липня. Покровитель — Maria SS. delle Grazie.

## Демографія
Населення за роками:

Станом на 1 січня 2023 року в муніципалітеті офіційно проживали 54 іноземці з 12 країн, серед них 35 громадян країн Євросоюзу.

## Сусідні муніципалітети
- Каккамо
- Кастроново-ді-Січилія
- Монтемаджоре-Бельсіто
- Роккапалумба
- Склафані-Баньї
- Кальтавутуро
- Валледольмо